# Soprano dramática
La soprano dramática (it.: soprano drammatico, al: dramatischer Sopran) es un matiz dentro de la voz de soprano. Su voz se diferencia de las demás por poseer un timbre más oscuro y lleno, pero más grave y con más peso en la voz, generalmente acompañado de mayor caudal o volumen aunque con menor flexibilidad en los agudos, estando su rango vocal aproximadamente entre el si3 bajo el do central (B3) y el do6 sobreagudo (C6).
La soprano dramática aparece a mitad del siglo XIX en papeles heroicos y en óperas con mayor cantidad de instrumentistas en las orquestas requiriendo mayor volumen para penetrar la barrera sonora entre escena y público. Compositores como Rimski-Kórsakov, Wagner, Verdi (en su período medio y último), Puccini y Richard Strauss crearon las partes más famosas para este tipo de soprano.

## Sopranos dramáticas
| - Florence Austral - Hildegard Behrens - Christine Brewer - Maria Caniglia - Anita Cerquetti - Gina Cigna - Eliane Coelho - Emmy Destinn - Ghena Dimitrova - Dorothy Dow - Jane Eaglen - Eileen Farrell - Kirsten Flagstad - Olive Fremstad - Johanna Gadski - Othalie Graham - Renata Tebaldi - Gertrude Grob-Prandl - Rita Hunter - Maria Jeritza - Gwyneth Jones - Nomeda Kazlaus - Hilde Konetzni - Marjorie Lawrence - Frida Leider - Félia Litvinne - Germaine Lubin - Alessandra Marc - Eva Marton - Karita Mattila - Johanna Meier - Waltraud Meier - Zinka Milanov - Anna von Mildenburg - Violeta Urmana - Martha Mödl - Regina Orozco - Agnes Nicholls - Birgit Nilsson - Maria Nemeth - Lillian Nordica - Jessye Norman - Rosa Ponselle - Rosa Raisa - Elinor Ross - Nina Stemme - Sharon Sweet - Milka Ternina - Helen Traubel - Virginia Tola - Eva Turner - Astrid Varnay - Irma Mouliá - Deborah Voigt |

## Roles dramáticos[2]
| - Hannah, La noche de mayo (Rimski-Kórsakov) - Militrisa, El cuento del zar Saltán (Rimski-Kórsakov) - Medea, Medea (Cherubini) - Casandra, Les Troyens (Berlioz) - Leonora, Oberto (Verdi) - Abigaille, Nabucco (Verdi) - Amelia, Un ballo in maschera (Verdi) - Donna Leonora, La forza del destino (Verdi) - Isabel, Don Carlo (Verdi) - Aida, Aida (Verdi) - Wally, La Wally (Catalani) - Gioconda, La Gioconda (Ponchielli) - Manon, Manon Lescaut (Puccini) - Tosca, Tosca (Puccini) - Minnie, La fanciulla del West (Puccini) - Turandot, Turandot (Puccini) - Maddalena, Andrea Chénier (Giordano) - Santuzza, Cavalleria rusticana (Mascagni) - Leonore/Fidelio, Fidelio (Beethoven) - Fevróniya, La ciudad invisible de Kítezh (Rimski-Kórsakov) - Renata, El ángel de fuego (Prokófiev) - Valentine, Les Huguenots (Meyerbeer) - Selinka, L'Africaine (Meyerbeer) - Charlotte, Werther (Massenet) - Senta, Der fliegende Holländer (Wagner) - Elisabeth, Tannhäuser (Wagner) - Elsa, Lohengrin (Wagner) - Sieglinde, Die Walküre (Wagner) - Brünnhilde, Die Walküre, Siegfried, Götterdämmerung (Wagner) - Isolde, Tristan und Isolde (Wagner) - Kundry, Parsifal (Wagner) - Salome, Salome (Richard Strauss) - Elektra, Elektra (Richard Strauss) - Chrysothemis, Elektra (Richard Strauss) - Ariadne, Ariadne auf Naxos (Richard Strauss) - La Tintorera, Die Frau ohne Schatten (Richard Strauss) - La Emperatriz, Die Frau ohne Schatten (Richard Strauss) - Elena, Die ägyptische Helena (Richard Strauss) - Danae, El amor de Dánae (Richard Strauss) |